# Aceite de citronela

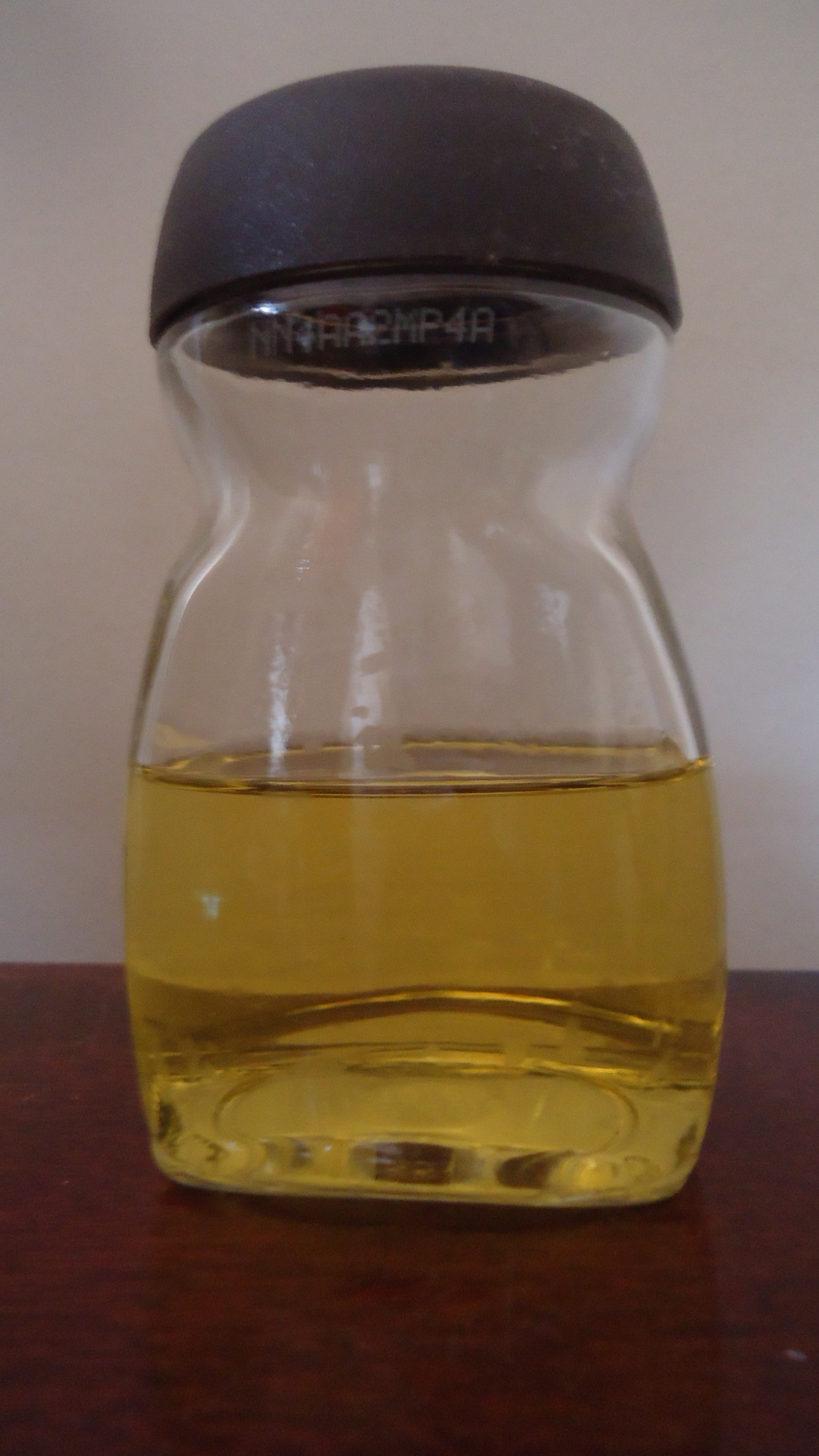
Aceite de citronela

El aceite de citronela es uno de los aceites esenciales obtenidos de las hojas y tallos de las especies Cymbopogon nardus y Cymbopogon winterianus del género Cymbopogon (hierba de limón). El aceite se utiliza ampliamente como una fuente de sustancias perfumíferas, tales como citronelal, citronelol y geraniol. Estos productos químicos encuentran aplicación en la producción de jabones, perfumería, cosmética y aromas de todo el mundo.  La Agencia de Protección Ambiental de los Estados Unidos considera al aceite de citronela como un pesticida con un modo de acción no tóxico. Las investigaciones también muestran que tiene fuertes propiedades antifúngicas,